# Lethrus michailovi
Lethrus michailovi is een keversoort uit de familie mesttorren (Geotrupidae). De wetenschappelijke naam van de soort werd in 1977 gepubliceerd door Nikolajev & Shukronajev.